# میلا جی
جمیلا آکیکو آبا چیلومبو (زاده ۱۸ نوامبر ۱۹۸۲)، معروف به میلا جی، خواننده، رپر و ترانه‌سرای آمریکایی است. او که در لس آنجلس به دنیا آمده و بزرگ شده‌است، خواهر بزرگتر خواننده آراندبی معاصر، جنه آیکو است و به خاطر حضور در ویدیوی پرینس برای " الماس و مروارید " و حضور در آهنگ‌های RaRa , IMx، تری سونگز و اوماریون شناخته شده‌است.
او از سال ۲۰۱۳ تا ۲۰۱۷ با موتاون قرارداد امضا کرد و دو تک آهنگ به نام‌های ساخته شده در LA (2014) و ۲۱۳ (۲۰۱۶) را منتشر کرد. او در سال ۲۰۱۷ اولین آلبوم رسمی خود را با نام دوپامین منتشر کرد. میلا اکنون یک هنرمند مستقل است.
جمیلا در لس آنجلس، کالیفرنیا، دختر کریستینا یاماموتو، معلم هنر و دکتر کارامو چیلومبو (متولد گریگوری ویکلیف بارنز)، یک موسیقی‌دان و متخصص اطفال متولد و بزرگ شد. پدر و مادرش بعداً طلاق گرفتند. خواهر او خواننده جنه آیکو است.